# Вероника (светица)
Вижте пояснителната страница за други личности с името Вероника.
Света Вероника (на гръцки: Βερενίκη; на латински: Veronica) или Береника е християнска мъченица от 1 век. 
Почитана е при католиците на 4 февруари, а при православните на 4 октомври.

## Света Вероника и убрусът
Тя е родена в Цезареа Филипи или Йерусалим, Юдея.
Вероника е една жена, която избърсва потта на Исус по неговия Кръстен път за Голгота. 
Върху кърпата, която използва за това, остава изображението на лицето му - убрус.  Съхранява се в Рим. Подобна на тази реликва съществува дълго време във Византия и изчезва по времето на Латинската империя. По същото време в Западна Европа за пръв път се появява известната Торинска плащаница.